# 锡沃斯多夫-霍恩奥芬
锡沃斯多夫-霍恩奥芬（德語：Sieversdorf-Hohenofen）是德国勃兰登堡州的一个市镇，隶属于东普里格尼茨-鲁平县。总面积为20.01平方千米，截至2020年总人口为720人。